# Cireșoaia, Bistrița-Năsăud
Cireșoaia, mai demult Dicea, (în maghiară Magyardécse, colocvial Décse) este un sat în comuna Braniștea din județul Bistrița-Năsăud, Transilvania, România.

## Istorie
- Satul este atestat documentar în anul 1269, sub numele Dycha, fiind vasal Cetatății Unguraș. Dar mai posibil exista dinaintea domniei lui Géza al Ungariei.
- De la început aparținea familiei Apafi.
- În Secolul al XIV-lea este construită Biserica Romano-Catolică
- În 1569 locuitorii satului au trecut la reforma după Calvin și și-au adus în sat primul pastor Reformat.
- În 1661 oștirile lui Ioan Kemény, iar apoi a lui Ali Pasha au campat în sat.
- La mijlocul secolului al XVII-lea populația satului a scăzut dramatic, după care, în 1678 localitatea a fost repopulată cu secui
- În 1759 satul avea propria garnizoană.
- În timpul Revoluției Maghiare din 1848 locuitorii s-au alăturat în calitate de vânători, în batalionul grofului Bethlen Ferenc.
- Istoricul detaliat al satului Cireșoaia scris de József Kádár în limba maghiară

## Demografie
Componența etnică a satului Cireșoaia(1992)
     Maghiari (99,77%)
     Români (0,22%)
Componența etnică a satului Cireșoaia(2002)
     Maghiari (98,91%)
     Români (1,09%)
Evoluția demografică
- Conform datelor recensământului din 1992 satul avea 1767 de locuitori, dintre care: 1763 s-au declarat maghiari, iar 4 români.[2]
- Conform datelor recensământului din 2002 satul avea 1570 de locuitori, dintre care: 1553 s-au declarat maghiari, iar 17 români.

## Personalități
S-au născut la Cireșoaia:
- În 1927 Lászlóffy Ilona (Márton Ilona), profesor universitar de pedagogie, scriitoare de manuale.
- În 1941 Kiss János Botond biolog, ornitolog.
- În 1928 Márton Ráchel (Szőcs Ráchel) traducătoare, redactor.

## Localități înfrățite
- Ruzsa  Ungaria